# Кафедральный собор во Фрайбурге в Швейцарии
«Кафедральный собор во Фрайбурге в Швейцарии» (нем. Kathedrale zu Freiburg in der Schweiz) — картина немецкого художника Августа Макке, написанная в 1914 году. В настоящее время хранится в Художественном собрании земли Северный Рейн — Вестфалия (Дюссельдорф).

## История создания
Картина была написана в феврале-марте 1914 года, во время пребывания Бернхарда Кёлера, дяди жены художника, в Швейцарии. Кёлер финансировал задуманное Макке путешествие по Северной Африке. С 24 февраля по 16 марта он гостил у супругов Макке в Хильтерфингене. В это время они совершали совместные экскурсии по городам Швейцарии, посетив в том числе Монтрё, Лозанну, Женеву. Фрайбург, в котором они побывали, направляясь в Берн, «интересный старый город» (Элизабет Макке), очень понравился художнику, сделавшему там несколько набросков.

## Описание
Макке изобразил вид на мост и готический Фрибурский собор, посвящённый святому Николаю Мирликийскому. Однако он в значительной степени отошёл от реального пейзажа ради сохранения целостности композиции. Архитектура сводится к достаточно простым геометрическим формам, из которых главенствующая — куб. В виде кубов представлены дома; кубическая форма у тумбы в правом нижнем углу; её также можно увидеть в обработке рустом на стене дома слева. Кубические объёмы вступают в противоречие с плоскостями уличной мостовой, стены дома, рекламных вывесок, дождливого бесцветного неба. В спор между трёхмерными и двумерными объектами включается и линия — перила моста, уходящие вдаль.
Макке изобразил рядом с башней средневекового собора несуществующую металлическую мачту, вероятно, взятую из зарисовок, сделанных им в начале 1913 года в гавани Дуйсбурга. Красная литера «М» на жёлтом фоне рекламной вывески — отсылка к работам Жоржа Брака и Робера Делоне (его работу «Команда из Кардиффа» (1913) очень хорошо знал Макке).
На мосту двое прохожих, типичный мотив иконографии Макке. Их тёмные, слегка моделированные фигуры выступают как бы посредниками между плоскостными и объемными частями композиции. Мужчина в котелке смотрит на витрину, несколько дальше виден изящный силуэт дамы с зонтом. Ярко выраженные сегменты её чёрного дождевого зонта перекликаются с рустами на стене дома справа, её рука и изгиб талии образуют элемент кубистического рисунка.
Макке с помощью продуманного цветового решения удаётся создать равновесие между объёмным и плоским, плотными и лёгкими элементами композиции. Сдержанная палитра в серо-голубых тонах, уже опробованная им в других работах, помогает в достижении этой цели.